# Oreocharis
Pour genre botanique, voir Oreocharis (plante).
Genre
Oreocharis est un genre monotypique de passereaux de la famille des Paramythiidés. Il se trouve à l'état naturel en Papouasie.

## Liste des espèces
Selon la classification de référence du Congrès ornithologique international (version 6.4, 2016) :
- Oreocharis arfaki (Meyer, AB, 1875) — Oréochare des Arfak